# Døden på Oslo S
Døden på Oslo S è un film del 1990 diretto da Eva Isaksen e tratto dall'omonimo romanzo di Ingvar Ambjørnsen.

## Trama
Oslo. L'adolescente Pelle si innamora perdutamente di Lena, una ragazza che fa uso di droga, e cerca di aiutarla a superare il suo problema. Quando la ragazza scompare, Pelle si mette a cercarla insieme all'amico Proffen.

## Sequel
Il film ha avuto due sequel, Giftige løgner (1992) e De blå ulvene (1993).

## Riconoscimenti
- 1991 - Premio Amanda
  - Miglior film per bambini